# Dom przy ul. Niecałej 2 w Sanoku
Dom przy ul. Niecałej 2 w Sanoku – budynek w Sanoku.
Jest położony w obecnej dzielnicy Sanoka, Zatorze, pod adresem ulicy Niecałej 2 (odbiegającej od ulicy Bartosza Głowackiego, nad przepływającym tuż obok Potoku Płowieckim oraz w bezpośrednim sąsiedztwie przystanku kolejowego Sanok Miasto i linii kolejowej nr 108.
Dom został wybudowany na przełomie 1913/1914 roku w architektonicznej formie willi, według danych podanych przez właściciela stylem nawiązuje do secesji wiedeńskiej. 
Pierwotnie budynek figurował pod numerem konskrypcyjnym 717, a potem pod adresem ul. Niecałej 2.
Powierzchnia użytkowa budynku wynosi 200 m². Budynek posiada jedno piętro. Powierzchnia działki, na której jest usytuowany dom, wynosi 11,83 a, zaś w przylegającym do budynku ogrodzie zachowane zostały wiekowe brzozy.
W domu zamieszkiwała rodzina sanockiego lekarza dr Włodzimierza Pajączkowskiego (1864-1943), w tym jego żona Wanda (1865-1948, była właścicielką domu w 1931) oraz synowie Jerzy (1894-2005) i Stefan (1900-1978), obaj późniejsi oficerowie Wojska Polskiego. Rodzina Pajączkowskich miała zamieszkać w domu w latach 30. W domu zamieszkiwali: Bolesław Sygnarski (1899-1959), syn Władysława i brat Mieczysława, Helena Schlarp (1894-1970, wdowa po Stefanie).
Budynek został wpisany do wojewódzkiego (1991) oraz do gminnego rejestru zabytków miasta Sanoka.
Na początku XXI wieku budynek został wystawiony na sprzedaż.
3 maja 2024 premierę miała napisana z inicjatywy Agnieszki Jankowskiej książka pt. TiffanyVilla. Niecała 2. Sanok, dedykowana omawianemu budynkowi.